# Vladimir Hofmann
Vladimir Hofmann es un escultor francés de origen ruso,  nacido el 10 de noviembre de 1945 en París. Fue alumno de  Yury Annenkov, pintor de vanguardia ruso de principio del siglo XX y de Étienne Martin en la Escuela de Bellas Artes de París.

## Datos biográficos
Descendiente de una familia de San Petersburgo. Su abuelo era Modest Hofmann - poeta, historiador de literatura, instalado en París desde 1922 era amigo de Serge Diaghilev y Serge Lifar. Su padre Rostislav Hofmann era historiador de música.

## Obras
Entre las obras más conocidas de Vladimir Hofmann se incluyen las siguientes:
- Le ballet, con prefacio de Sergej Mihajlovic Lifar,   editado por Bordas, París 1986 253 pags,  ISBN 204014004[2]
- "Les artistes russes hors frontière". Libro de la exposición presentada en el Museo de Montparnasse en 2010 con motivo del año de Rusia en Francia.[3]

- Es también traductor del ruso al francés del libreto de la ópera  La nariz  de Dmitri Shostakóvich[4]